# Dolmen de la Pineda
El Dolmen de la Pineda, o del Coll de la Pineda, és un monument megalític del terme comunal de Molig, a la comarca del Conflent, de la Catalunya del Nord.
Era a prop i a llevant del Coll de la Pineda, a la zona nord-oest del terme de Molig, prop del límit tritermenal amb Catllà i Mosset.
Fou descobert per Joseph Jaubert de Réart el 1832, però no ha estat trobat pels darrers estudiosos del tema, com Abélanet i Carreras i Tarrús. A l'informe inicial de Jaubert de Réart es diu que a nivell superficial s'hi reconeixien ossos humans. En un informe d'un altre arqueòleg del 1872 se'l torna a esmentar com a existent, tot i que consta que ha perdut la coberta.